# Ана Грепо
Ана (Ліліяна) Грепо (хорв. Ana (Lilijana) Grepo; 5 березня 1969, Спліт, Хорватія, СФР Югославія — 10 листопада 2011, Осієк, Хорватія) — хорватська фотомодель і підприємиця, Міс Далмація (1995)

## Життєпис та діяльність
Ана Грепо народилася 5 березня 1969 року в місті Спліт (Хорватія) у сім'ї рибалки Питара Грепо і домогосподарки Енджі Грепо. У 1990 році посіла друге місце на конкурсі за титул королеви краси Хорватії, а наступного року стала Міс Середземномор'я.
Під час громадянської війни в Хорватії переїхала з Осієк до Загреба. У 1995 році переїхала до Мілану (Італія), де працювала моделлю у різних модельних агентств. У період 1996—2005 років Ана Грепо працювала в різних столицях моди, серед яких Мадрид, Париж, Лондон, Нью-Йорк і Токіо.
Деякий час Ана Грепо жила з чемпіоном Європи з тхеквондо і власником популярного загребського кафе Драганом Юрилем. Вони також були діловими партнерами. У 2000 році Ана Грепо відкрила власне модельне агентство у столиці Хорватії Загребі, вважалася однією з головних фігур модельного бізнесу екс-Югославії і південно-східної Європи.
В останні роки життя звернулася до релігії. У 2011 році повернулася в Осієк, щоб доглядати за хворою матір'ю.
Померла 10 листопада 2011 року у себе у ванні в результаті нещасного випадку від отруєння чадним газом у віці 42-х років.